# Berlingherio Ventimiglia
Berlingherio Ventimiglia dei Marchesi di Geraci, talvolta citato anche come Berlinghiero (Palermo, fine XVI secolo – 24 novembre 1639) è stato un oratore e poeta italiano.

## Biografia
Nacque a Palermo da Gaspare Ventimiglia di Geraci, e da Laura Requisenz de' Principi di Pantelleria. La sua educazione fu curata dal padre, che si preoccupò di fornirgli una solida base culturale, che gli permise di diventare uno dei principali oratori e poeti della sua epoca. Fin da giovane si distinse per il suo ingegno e per una passione particolare per l'eloquenza e la poesia. Tra le sue letture predilette figuravano Cicerone e Virgilio, ma anche gli autori italiani di poesia e oratoria, ai quali si dedicò con grande impegno, creando anche un’ampia collezione di testi, non limitandosi allo studio ma cercando anche di mettere in pratica le sue conoscenze nella vita quotidiana.
Nel 1601 fu inviato a Roma insieme a Mariano Valguarnera per difendere i diritti di Palermo riguardo alla questione della cittadinanza di Sant'Agata, in una disputa contro la città di Catania. Questo evento si inseriva in un periodo di importanti contese legali tra le due città siciliane. Durante il suo soggiorno a Roma, si guadagnò il favore di papa Urbano VIII, che lo onorò con due lettere ufficiali. La prima, datata 5 gennaio 1630, gli inviò una reliquia del legno della Santa Croce come segno di stima. La seconda, del 3 aprile 1638, lo ringraziava per la sua parafrasi dei Salmi. Questi riconoscimenti testimoniano l’importanza che egli aveva acquisito in ambito ecclesiastico e culturale.
Inoltre fu membro dell'Accademia degli Accesi di Palermo, dove si distinse per la sua produzione poetica e per la sua capacità oratoria. Scrisse numerosi componimenti, tra cui l'Orazione in lode del principe Emmanuel Filiberto di Savoia, e diverse parafrasi delle Epistole di San Paolo e dei Cantici. Le sue opere, tanto in prosa che in poesia, furono molto apprezzate, tanto che, al suo ritorno da Roma, ricevette onorificenze dal Viceré di Sicilia, Francesco Fernández de la Cueva, che gli conferì il titolo di illustre, un'onorificenza riservata solo ai primi baroni feudali.
La sua figura si distinse anche nel campo delle arti cavalleresche, partecipando con successo a giostre e tornei sia a Palermo che a Roma. La sua abilità nelle competizioni cavalleresche lo rese noto in entrambi i contesti, dimostrando un equilibrio tra l'erudizione letteraria e l'impegno fisico nelle pratiche cavalleresche.
Morì il 24 novembre 1639. La sua morte fu seguita da un riconoscimento pubblico della sua figura. Storici e letterati del suo tempo, tra cui Francesco Baronio Emanfredi, Giuseppe Galeano e Agostino Aldoino, lo celebrano come un grande esponente della cultura siciliana e un ornamento del suo secolo. Il suo nome e il suo contributo alla città di Palermo rimasero saldamente impressi nella memoria collettiva.

## Opere
- (LA) Berlingherio Ventimiglia, Psalterium Dauidis Epist. D. Pauli tres ad Romanos, ad Corinthios, ad Timotheum Cantica itidem quatuor paraphrasibus illustrata Berlingherio ex comitibus de Vigintimilliis, Palermo, Nicolò Bua & Michele Portanova, 1643.